# Freja (namn)
För andra betydelser, se Freja (olika betydelser).

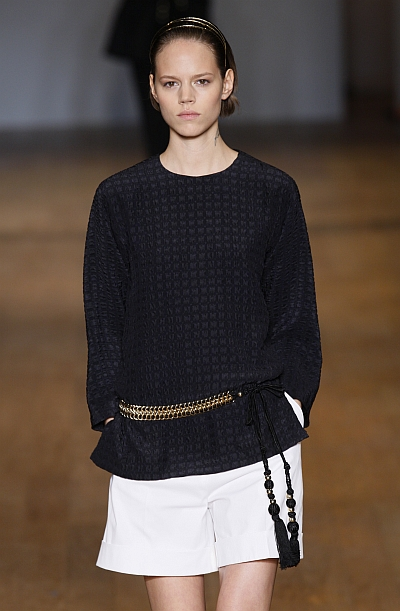
Freja Beha Erichsen, 2008.

Freja är ett kvinnonamn med nordiskt (isländskt) ursprung. Namnet kommer från det urnordiska ordet frauja med betydelsen fru eller härskarinna.  På isländska har namnet formen Freyja och i fornsvenskan Fröja. Ytterligare stavningsalternativ är Freya, Freia och Freija.
Freja är fruktbarhetsgudinna och syster till Frej i den nordiska mytologin.
Namnet har förekommit som dopnamn Sverige sedan 1800-talet och blev liksom Frej populärt efter att det introducerades i almanackan 1986.[källa behövs]
Den 29 januari 2021 fanns det 8 551 personer i Sverige med namnet Freja. Motsvarande siffror för varianten Fröja var 26.
Namnsdag: 23 januari (sedan 2001). Innan dess fanns namnet i almanackan den 19 september under åren 1986–1992, men var borta ur almanackan 1993–2000. I den finlandssvenska namnsdagslängden har Freja namnsdag 6 maj sedan starten 1929, då en egen namnsdagskalender togs i bruk för finlandssvenskar, med undantag av 1950–1972 då namnsdagen var 21 april

## Personer med namnet Freja
- Freja Beha Erichsen, dansk fotomodell
- Freja Lindström, svensk skådespelare
- Freja Ryberg, svensk skådespelare
- Freya Tingley, australiensk skådespelare